# Manuel de Castro del Castillo y Padilla
Manuel de Castro del Castillo y Padilla, o también Manuel de Castro y Padilla (Andújar, diciembre de 1573-Lima, 1622), fue un conquistador español.

## Biografía
Hijo del licenciado Alonso de Castro del Castillo, natural de Castrojeriz en Burgos y de doña Inés de Vera y Padilla, natural de Jerez de la Frontera. De profesión abogado, licenciado en el Colegio Mayor de San Bartolomé, Salamanca, no era por lo tanto militar, a diferencia del resto de conquistadores.
Fue nombrado oidor de la Audiencia de Charcas, en la actual Bolivia, mediante cédula expedida el 10 de febrero de 1603, contando con 30 años, y siendo así el más joven en ocupar ese puesto. Ocupando el cargo de presidente de la Real Audiencia fundó la actual ciudad de Oruro, bajo el nombre de «Villa de San Felipe de Austria» en honor al rey Felipe III, el 1 de noviembre de 1606, destinada a ser un centro minero de plata en plena región de los Urus. Es el autor de una Relación del nueuo descubrimiento de las minas ricas del assiento de san Miguel de Oruro de la prouincia de Paria, juridicion de la Real Audiencia de la Plata, y villa de San Felipe de Austria, que en ella fundò el licenciado don M. de Castro y Padilla, etc (1610 o 1630, 8f.)
Un nieto, José de Castro Isazaga, fue alcalde ordinario de Lima en 1676.